# Gliese 581 f
Gliese 581 f (ou Gl 581 f) é um planeta extrassolar que orbita a estrela Gliese 581, localizada a cerca de 20 anos-luz da Terra, na constelação de Libra. Este é o quinto planeta descoberto do sistema e o sexto a contar da sua estrela. A sua descoberta foi anunciada no dia 29 de setembro de 2010.
A massa mínima de Gliese 581 f é no mínimo 7 vezes a massa da Terra, sugerindo que o planeta pode ser tanto um grande planeta telúrico (super-Terra) quanto um gigante gasoso como Neptuno. Este orbita Gliese 581 a uma distância média de 0,758 UA, um pouco mais do que a distância de Vénus ao Sol, mas é provável que a sua superfície seja demasiado fria para conter água no estado líquido.